# 社会庁
社会庁（しゃかいちょう、スウェーデン語: Socialstyrelsen）は、医療保険や社会扶助等の社会保障・社会福祉制度を管轄するスウェーデンの行政機関。社会省の下に置かれ、具体的な行政管理を行っている。保健福祉庁とも訳される。

## 概要
スウェーデンにおける社会保障制度は、社会庁が示したガイドラインを基に、コミューンが具体的に実施する。また、各種施策の監督や分析・評価を行っている。